# Flughafen Mangalore

i8
i11
i13
Der Flughafen Mangalore (englisch Mangalore International Airport, IATA-Code: IXE, ICAO-Code: VOML) ist der Flughafen der indischen Stadt Mangaluru und der zweitgrößte Flughafen des indischen Bundesstaats Karnataka.
Der Flughafen befindet sich bei Bajpe, nördlich von Mangaluru auf einem Hochplateau, das zu allen Seiten stark abfällt, und gilt deshalb als schwierig anzufliegen. Eröffnet wurde der Flughafen im Jahr 1951 mit einer 1,6 km langen Start- und Landebahn. Um größeren Flugzeugen das Anfliegen dieses Flughafens zu ermöglichen (die Landebahn 09/27 ist nur für Flugzeuge bis zur Größe einer Boeing 737-400 zugelassen) und so internationale Flugverbindungen zu ermöglichen, wurde zum Jahr 2006 eine neue, 2,5 km lange Landebahn eröffnet. Seitdem gibt es zahlreiche Flugverbindungen vor allem in den arabischen Raum.
Im Jahr 2010 wurde das alte, noch aus der Eröffnungszeit des Flughafens stammende Terminal durch ein neues modernes Terminal ersetzt, das von der Stadt aus etwas besser erschlossen ist.

## Zwischenfälle
- Am 19. August 1981 setzte eine Hindustan Aeronautics HAL 748 der Indian Airlines (Luftfahrzeugkennzeichen VT-DXF) bei widrigen Wetterbedingungen während der Landung auf dem Flughafen Mangalore erst in der Mitte der Landebahn mit überhöhter Geschwindigkeit auf. Beim Überrollen des Landebahnendes brach das Bugfahrwerk ab; das Flugzeug rutschte in ein Tal hinunter und wurde dabei auf dem felsigen Gelände irreparabel beschädigt. Alle 26 Insassen überlebten, allerdings erlitten 7 davon leichte Verletzungen.[1]

- Am 22. Mai 2010 schoss eine aus Dubai kommende Boeing 737-800 der Air India Express (VT-AXV) auf dem Flughafen Mangalore bei der Landung über das Landebahnende hinaus. Bei dem Unfall starben 158 Menschen. Zu diesem Zeitpunkt war es der Unfall einer Boeing 737 mit den meisten Todesopfern (siehe auch Air-India-Express-Flug 812).[2] Die Eröffnung eines neuen Flughafenterminals verzögerte aufgrund des Unfalls um wenige Tage.[3]